# Xã Lewis, Quận Clay, Indiana
Xã Lewis (tiếng Anh: Lewis Township) là một xã thuộc quận Clay, tiểu bang Indiana, Hoa Kỳ. Năm 2010, dân số của xã này là 1.464 người.